# Giuseppe Lugli
Giuseppe Lugli (geboren am 18. Juli 1890 in Rom; gestorben am 6. Dezember 1967 ebenda) war ein italienischer Klassischer Archäologe und Topograph.
Giuseppe Lugli studierte an der Universität Rom, an der er 1913 promoviert wurde. Von 1914 bis 1923 war er Assistent am Lehrstuhl für Archäologie in Rom. 1933 folgte er einem Ruf auf den römischen Lehrstuhl für Römische Topographie, der fünfzig Jahre zuvor für Rodolfo Lanciani eingerichtet worden war. Zwei Jahre vor seiner Emeritierung 1960 wurde die mit dem Lehrstuhl verbundene inhaltliche Ausrichtung auf die antike Topographie ganz Italiens erweitert. Lugli lehrte auch nach seiner Emeritierung noch bis 1965 weiter. 1960 wurde er Direktor der Scuola Nazionale di Archeologia.
Lugli erforschte zunächst die römischen suburbanen Villen. Bereits seine Doktorarbeit widmete sich der Villa Domitians in den Albaner Bergen. Es folgten Untersuchungen zur Villa des Lucius Verus an der Via Claudia, zur Villa des Herodes Atticus, zur Villa des Maxentius an der Via Appia, zur Villa Hadriana in Tivoli und viele mehr. 1923 betrieb er mit Unterstützung der Accademia Nazionale dei Lincei und der Unione Accademica Nazionale die Gründung der Forma Italiae, eines groß angelegten Gesamtplans zur antiken Topographie Italiens. In diesem Rahmen konnte er seine ausgedehntesten topographischen Studien, jene zu Anxur-Tarracina und Circeii auf dem ager Pomptinus, in zwei Bänden 1926 und 1928 vorlegen. Zugleich setzte er in diesen Werken Maßstäbe für die weitere Erarbeitung der Forma Italiae.
In Latium wandte er sich des Weiteren vor allem der Erforschung spätrepublikanischer Bauten aus den letzten beiden Jahrhunderten v. Chr. zu. Doch waren seine Interessen durchaus weiter gefasst, wie seine Beschäftigung mit der Porta Nigra in Trier, den Amphitheatern in Arles und Nîmes sowie der spätrömischen Villa von Piazza Armerina zeigten. Sein Interesse war hierbei immer auf strukturelle Analysen und das Verstehen von Funktionen und Funktionszusammenhängen gerichtet, deren genaue Beobachtung Hinweise nicht nur auf die Datierung selbst unbenannter Bauwerke, sondern auch deren Einbindung in einen gelebten kulturellen Zusammenhang erlaubte. Frucht dieser umfassenden und doch exakten Studien war sein 1957 erschienenes Werk La tecnica edilizia romana, con particolare riguardo a Roma e Lazio, das bis heute ein Standardwerk zur römischen Bautechnik ist.
Bereits ab 1952 gab er das achtbändige Werk Fontes ad topographiam veteris urbis Romae pertinentes zu den Schriftquellen des antiken Rom heraus. Rom, seine Topographie und seine antiken Monumente waren stets im Zentrum seiner wissenschaftlichen Arbeit: die Basilika des Iunius Bassus auf dem Esquilin, die Casa della Farnesina, der Tempel des Augustus, die kleineren Monumente auf dem Forum Romanum, der Tempel der Laren und Penaten auf der Velia und das Atrium Libertatis. Auch widmete er sich urbanistischen Problemen wie dem Themenkomplex insulae und Bevölkerungsdruck oder der Verteidigung anhand der Servianischen Stadtmauer. Für die Tabula Imperii Romani steuerte er die Blätter zu Rom, Florenz, Palermo und Triest bei, auch wenn nur letztgenanntes in einer endgültigen Form publiziert wurde.
Lugli war Mitglied vieler Akademien und erhielt zahlreiche Auszeichnungen. In der Accademia Nazionale dei Lincei war er bis 1946 Sekretär der Klasse Scienze Morali. Für die Union Académique Internationale präsidierte er ab 1924 bis zu seinem Tod der Kommission für das Kartenwerk Forma Orbis Romani.

## Mitgliedschaften und Ehrungen
- Mitglied der Pontificia Accademia Romana di Archeologia
- Mitglied der Accademia di San Luca
- Mitglied der Accademia dei Lincei
- Mitglied der Accademia di Archeologia, Lettere ed Arti von Neapel
- Mitglied der Königlichen Akademie der Wissenschaften und Schönen Künste von Belgien
- Mitglied der Académie des Inscriptions et Belles-Lettres
- Ehrenmitglied der Rumänischen Akademie
- Ehrendoktorwürde der Universität Löwen

## Publikationen (Auswahl)
- La Villa di Domiziano sui Colli Albani. P. Maglione & C. Strini, Roma 1918.
- La Zona Archeologica di Roma. Libreria di science e lettere, Rom 1924.
- Forma Italiae. Regio I, Latium et Campania. Vol. I, Ager Pomptinus, pars I, Anxur-Tarracina. Danesi, Rom 1926.
- Forma Italiae. Regio I, Latium et Campania. Vol. I, Ager Pomptinus, pars II, Circeii. Danesi, Rom 1928.
- Il Foro Romano. Libreria di science e lettere, Rom 1930.
- I Monumenti antichi di Roma e Suburbio. 4 Bände, G. Bardi, Rom 1930–40.
- I Santuari celebri del Lazio antico. Luciano Morpurgo, Rom 1932.
- Le grandi opere pubbliche. Bardi, Rom 1934.
- mit Goffredo Filibeck: Il porto di Roma imperiale e l'agro portuense. Officio dell'Istituto Italiano d'Arti Grafiche, Rom 1935.
- Monumenti minori del Foro romano. Bardi, Rom 1947.
- Foro romano, Palatino. Bardi, Rom 1949.
- Roma nei suoi Monumenti. A. Signorelli, Rom 1950.
- Fontes ad topographiam veteris urbis Romae pertinentes. Band 1–8, Rom 1952–1965.
- La Tecnica edilizia romana: con particolare riguardo a Roma e Lazio. Bardi, Rom 1957.
- L’Anfiteatro Flavio. Bardi, Rom 1960.
- Tabula Imperii Romani: sulla base della Carta internazionale del mundo alla scala di 1:1,000,000 : foglio L33, Trieste (Tergeste). Litografia Artistica Cartografica, Florenz 1961.